# Борисенков, Дмитрий Александрович
Дми́трий Алекса́ндрович Борисе́нков (8 марта 1968, Москва) — советский и российский рок-музыкант, певец, гитарист и композитор. Лидер рок-группы «Чёрный обелиск».

## Биография
Дмитрий Борисенков родился 8 марта 1968 года в Москве. Играл в таких группах, как: «Контрабанда», «Тролль», «Мафия». В 1992 году Дмитрий стал ведущим гитаристом группы «Чёрный обелиск», но уже в 1995 году уходит из коллектива. В феврале 1996 года Дмитрий присоединился к группе «Trizna», как гитарист, впоследствии стал и вокалистом. В 1999 году Дмитрий в составе группы «Trizna» записал альбом «Затмение», который так и не был издан. В этом же году Дмитрий объявил об уходе из группы. Спустя два года после смерти основателя и лидера группы «Чёрный обелиск» Анатолия Крупнова, Борисенков, Владимир Ермаков и Михаил Светлов решили заново воссоздать группу. Является звукорежиссёром студии «Чёрный обелиск».
В 2004 году участвует в метал-опере «Эльфийская рукопись» группы «Эпидемия» в роли злодея Деймоса. В 2005 году Дмитрий принимает участие в записи альбома «Театр военных действий, акт 1», совместного проекта группы «Trizna» и Кирилла Немоляева «Фактор страха». В 2006 году Дмитрий принимает участие в записи второго альбома «Театр военных действий, акт 2», совместного проекта группы «Trizna» и Кирилла Немоляева «Фактор страха». В 2007 году был приглашён участвовать в продолжении метал-оперы «Эльфийская рукопись: Сказание на все времена» в той же роли. В 2007 году Дмитрий на своей студии «Чёрный обелиск» записывает, сводит и делает мастеринг альбома «Новой надежды свет» группы «Гран-КуражЪ», а в композиции «Искатели мира» он выступил в качестве вокалиста, спев фрагмент с Михаилом Житняковым и Сергеем Сергеевым, и сыграл соло.
В 2009 году был приглашён участвовать в проекте Маргариты Пушкиной Margenta — «Династия Посвящённых: Дети Савонаролы». 22 октября 2009 года вышел сингл группы «Чёрный обелиск» — «Чёрное / Белое», который ранее был доступен в виде интернет-сингла. В 2011 году Дмитрий принимает участие в записи вокальных партий для альбома «Территория Х» Константина Селезнёва. Дмитрий исполнил две композиции: «Святой» и «Каждый за себя». 21 января 2012 года вышел восьмой студийный альбом группы «Чёрный обелиск» — «Мертвый сезон». Альбом доступен для свободного скачивания на ThankYou.ru. 20 февраля 2012 года на лейбле CD-Maximum вышел первый трибьют-альбом группы «Чёрный обелиск» — «A Tribute to Чёрный Обелиск. XXV» к 25-летию группы. В 2012 году Дмитрий выступил в качестве вокалиста на альбоме Сергея Маврина «Противостояние», исполнив фрагмент песни «Эпилог».
30 января 2013 года состоялся релиз альбома группы «Чёрный обелиск» «Мой мир». В него вошли лучшие песни группы за последние 14 лет, полностью перезаписанные и переаранжированные. В работе над альбомом приняли участие музыканты совершенно разных направлений. Альбом доступен для свободного скачивания на ThankYou.ru 6 апреля 2013 года вышел новый альбом проекта Margenta «Династия Посвящённых: Sic Transit Gloria Mundi», на котором Дмитрий исполнил песни «Возрождение» и «Крысолов». 1 октября 2013 года группа «Чёрный обелиск» выпустила свой новый макси-сингл под названием «Вверх»! В пластинку вошли 5 новых песен, перезаписанная композиция с альбома «Пепел» и акустическая версия одного из новых треков. По словам самих музыкантов, новая пластинка – это продолжение движения вперед, но не поиск, а, скорее, развитие идей, найденных при работе над прошлым релизом «Мой Мир». Это настоящая, честная рок-музыка, музыка, прежде всего, для людей и о людях. Альбом доступен для свободного скачивания на ThankYou.ru 20 мая 2014 года вышел сингл группы «Чёрный обелиск» — «Марш революции»

## Дискография
Студийные альбомы
- Чёрный Обелиск: «Я остаюсь», 1994 (соло-гитара; бэк-вокал (трек 10); соавтор музыки)
- Чёрный Обелиск: «Стена», 1994 (гитара; бэк-вокал; соавтор музыки)
- Чёрный Обелиск: «86-88», 1995 (гитара; бэк-вокал; клавишные; бас-гитара (трек 6); цифровой ремастеринг переиздания)
- Чёрный Обелиск: «Пепел», 2002 (гитара; вокал; автор слов; музыка (треки 4,5,6,8); соавтор музыки (остальные треки); продюсер; звукорежиссёр; сведение; мастеринг)[19][20]
- Эпидемия: «Эльфийская рукопись», 2004 (вокал в треках 5,9)
- Чёрный Обелиск: «Нервы», 2004 (гитара; вокал; автор слов; соавтор музыки; продюсер; звукорежиссёр; сведение; мастеринг)[21]
- Гарик Сукачёв и Неприкасаемые: «Третья чаша», 2005 (партии соло-гитары в треке 1)
- Харизма: «Источник силы», 2005 (бэк-вокал в треках 6, 8; звукорежиссёр; сведение; мастеринг)
- Фактор страха:«Театр военных действий, акт 1», 2005 (гитара в треках 7,9); звукорежиссёр; сведение; мастеринг)
- Фактор страха:«Театр военных действий, акт 2», 2006 (вокал в треке 7); звукорежиссёр; сведение; мастеринг)
- Чёрный Обелиск: «Зелёный альбом», 2006 (гитара; вокал; автор слов (треки 1,5,6,7,10,13,14); соавтор музыки; продюсер; звукорежиссёр; сведение; мастеринг)
- Коrsика: «Романтика», 2007 (мастеринг)
- Эпидемия: «Эльфийская рукопись: Сказание на все времена», 2007 (вокал в треках 6,11,12)
- Arda: «Море исчезающих времён», 2007 (гитарное соло (треки 2,7,9); вокал (треки 2,7,9); бэк-вокал (треки 2,7,9); звукорежиссёр; сведение; мастеринг)
- Гран-КуражЪ: «Новой надежды свет», 2008 (вокал в композиции «Искатели мира», гитара в композициях «Мистерия войны», «Искатели мира», «Да будет воля твоя»; звукорежиссёр)
- Виконт: «На подступах к небу», 2009 (сведение; мастеринг)
- Константин Селезнёв: «Территория... Х», 2011 (вокал (треки 1,6); звукорежиссёр; сведение; мастеринг)
- Виконт: «Не покоряйся судьбе!», 2011 (гитарное соло в треке 9; звукорежиссёр)[22][23]
- Чёрный Обелиск: «Мёртвый сезон», 2012 (гитара; вокал; автор слов; соавтор музыки; продюсер; звукорежиссёр; сведение; мастеринг)[24][25]
- Маврин: «Противостояние», 2012 (вокал в треке 7)
- Чёрный Обелиск: «Мой мир», 2013 (гитара; вокал; автор слов (1-1 по 1-6, 1-8 по 1-13, 1-14, 1-16 по 1-21, 2-1, 2-2, 2-4 по 2-10, 2-11 по 2-16); соавтор музыки; сопродюсер; звукорежиссёр (1-1 по 2-8, 2-10 по 2-16); сведение; мастеринг)
- Маврин: «Неотвратимое», 2015 (мастеринг)
- Сергей Маврин: «Echoes», 2015 (мастеринг)
- Чёрный Обелиск: «Революция», 2015 (гитара; вокал; автор слов (треки 1,2,3,4,5,6,8,10); соавтор музыки (кроме треков 7,9); продюсер; звукорежиссёр; сведение; мастеринг)
- Виконт: «Арийская Русь / Часть 2», 2015 (вокал в треке 14; гитарное соло (треки 2,9); сведение; мастеринг)
- Margenta:«Династия Посвящённых-4: Окситания», 2018 (вокал в треках 1-18,1-20,2-8; бэк-вокал в треках 1-18,2-8)
- Эпидемия: «Легенда Ксентарона», 2018 (вокал в треках 2,3,4,5,6,10)
- Чёрный Обелиск: «X», 2018 (гитара; вокал; автор слов (треки 1,3,4,5,7,8,9,10); соавтор музыки (кроме треков 6,11); продюсер; звукорежиссёр; сведение; мастеринг)[26]

### 
- 1993 — «96 + 415»
- 1994 — «Память о прошлом»
- 2000 — «Песни для радио» (с группой Trizna)
- 2003 — «Память о прошлом»
- 2004 — «Пятница 13-е»
- 2005 — «Ангелы»
- 2006 — «Когда-нибудь»
- 2007 — «Лучшее»
- 2009 — «Чёрное / Белое»
- 2013 — «Вверх»
- 2014 — «Марш революции»
- 2014 — «Душа»
- 2016 — «Ира»
- 2016 — «Не имеет значения»
- 2016 — «Осень»
- 2017 — «Осколки»

### Сессионные работы
- 2003 — Рок-Синдром:«Рожденный свободным» (соло-гитара , бэк-вокал , звукорежиссёр)
- 2009 — Margenta:«Династия посвящённых: Дети Савонаролы» (вокал в композициях «Варфоломеевская ночь», «Отчаяние», «Убийца времени», «Дети Савонаролы»)
- 2013 — Деникин Спирт:«Брать живьём ТЧК» (звукорежиссёр)
- 2013 — Margenta:«Династия посвящённых: Sic Transit Gloria Mundi» (вокал в композициях «Возрождение», «Крысолов»)
- 2016 — Маврин:«Альтаир» (мастеринг)